# 凹臉蝠
凹臉蝠（學名：Craseonycteris thonglongyai），哺乳綱、翼手目的一種。牠是凹臉蝠科凹臉蝠屬下的單科種。分佈於泰國西部及緬甸東南部，在沿河附近的石灰岩洞中生活。
凹臉蝠是蝙蝠中體型最小的一種，也是體型上最小的一種哺乳動物（按重量計算則不是）。